# 小島凛士郎
小島 凛士郎（こじま りんしろう、2005年5月1日 - ）は、鹿児島県鹿児島市出身のプロサッカー選手。Jリーグ・鹿児島ユナイテッドFC所属。ポジションは、ミッドフィールダー（MF）。

## 来歴
2020年9月11日に、鹿児島ユナイテッドFC U-18よりトップチーム登録(2種登録)が発表された。
2021年にも2種登録された。
そして2023年8月25日、2024年からの鹿児島ユナイテッドFCのトップ昇格と2種登録が発表された。
2024年7月、FC大阪に期限付き移籍。同年12月20日、期限付き移籍の満了と鹿児島ユナイテッドFCへの復帰が発表された。

## 所属クラブ
- 桜ヶ丘サッカースポーツ少年団 (鹿児島市立桜丘西小学校)
- 2018年 - 2020年 鹿児島ユナイテッドFCU-15 (鹿児島市立桜丘中学校)
  - 2020年9月 - 同年12月  鹿児島ユナイテッドFC（2種登録選手)
- 2021年 - 2023年 鹿児島ユナイテッドFCU-18 (鹿児島情報高等学校)
  - 2021年、2023年8月 - 同年12月  鹿児島ユナイテッドFC (2種登録選手)
- 2024年 -  鹿児島ユナイテッドFC
  - 2024年7月 - 同年12月 FC大阪 (期限付き移籍)

## 個人成績
| 国内大会個人成績 | 国内大会個人成績 | 国内大会個人成績 | 国内大会個人成績 | 国内大会個人成績 | 国内大会個人成績 | 国内大会個人成績 | 国内大会個人成績 | 国内大会個人成績 | 国内大会個人成績 | 国内大会個人成績 | 国内大会個人成績 |
| 年度             | クラブ           | 背番号           | リーグ           | リーグ戦         | リーグ戦         | リーグ杯         | リーグ杯         | オープン杯       | オープン杯       | 期間通算         | 期間通算         |
| 年度             | クラブ           | 背番号           | リーグ           | 出場             | 得点             | 出場             | 得点             | 出場             | 得点             | 出場             | 得点             |
| 日本             | 日本             | 日本             | 日本             | リーグ戦         | リーグ戦         | リーグ杯         | リーグ杯         | 天皇杯           | 天皇杯           | 期間通算         | 期間通算         |
| ---------------- | ---------------- | ---------------- | ---------------- | ---------------- | ---------------- | ---------------- | ---------------- | ---------------- | ---------------- | ---------------- | ---------------- |
| 2020             | 鹿児島           | 29               | J3               | 0                | 0                | -                | -                | -                | -                | 0                | 0                |
| 2021             | 鹿児島           | 29               | J3               | 0                | 0                | -                | -                | 0                | 0                | 0                | 0                |
| 2023             | 鹿児島           | 29               | J3               | 0                | 0                | -                | -                | 0                | 0                | 0                | 0                |
| 2024             | 鹿児島           | 29               | J2               | 0                | 0                | 1                | 0                | 1                | 0                | 2                | 0                |
| 2024             | FC大阪           | 37               | J3               | 2                | 0                | -                | -                | -                | -                | 2                | 0                |
| 2025             | 鹿児島           | 23               | J3               |                  |                  |                  |                  |                  |                  |                  |                  |
| 通算             | 日本             | 日本             | J2               | 0                | 0                | 1                | 0                | 1                | 0                | 2                | 0                |
| 通算             | 日本             | 日本             | J3               | 2                | 0                | -                | -                | 0                | 0                | 2                | 0                |
| 総通算           | 総通算           | 総通算           | 総通算           | 2                | 0                | 1                | 0                | 1                | 0                | 4                | 0                |

- 2020年 - 2023年は2種登録選手

出場歴
- Jリーグ初出場 - 2024年8月17日 J3第24節 FC今治戦 (アシックス里山スタジアム)

## 代表・選抜歴
- U-13Jリーグ選抜
  - Gothia Cup China2018 (2018年)
- U-16日本代表候補
  - Jヴィレッジドリームカップ (2021年)
- U-19日本代表 (2024年)